# Иванов, Евгений Павлович (музыковед)
Евгений Павлович Иванов  (9 ноября 1923, Иваново-Вознесенск — 14 июля 1998, Иваново) — деятель культуры, музыковед, режиссёр-постановщик, Заслуженный работник культуры РСФСР (1974).

## Биография
Отец Е. П. Иванова Павел Григорьевич Иванов-Пожарский был профессиональным музыкантом. Мать Олимпиада Филипповна Иванова-Пожарская (Рыбакова) работала секретарём-машинисткой. Учился в 30-й ивановской школе, а последние три школьных года – одновременно и в Ивановском музыкальном училище. В августе 1941 г., несмотря на то, что ему ещё не было 18 лет, добровольцем ушёл в армию. После окончания курсов военных переводчиков был направлен в авиадесантные войска.
В мае 1946 года был демобилизован в звании лейтенанта. Вернулся в музыкальное училище. В 1947 году поступил в Московскую консерваторию на теоретико-композиторский факультет. Окончил консерваторию в 1953 году по специальности «Теория музыки» и получил диплом, подписанный Дмитрием Шостаковичем, который являлся председателем Государственной экзаменационной комиссии (ГЭК). Сразу же был направлен на работу в Ивановскую государственную филармонию, где проработал до 1987 года: до 1962-го — художественный руководитель, в 1962—1967 годах — директор, с 1967 года — художественный руководитель.
С его приходом в Ивановскую филармонию культурная жизнь Иванова наполнилась богатыми творческими событиями. Евгений Иванов в творческом союзе с директором Валентином Романовым сыграл роль в профессиональном становлении и творческой деятельности многих артистов. Это Ивановский хор текстильщиков, трио «Меридиан», вокалисты В. Драчук, заслуженные артисты России Н. Максимова, В. Мирсков, мастер художественного слова С. Трохина.
За годы руководства филармонией Иванов сумел создать и сплотить коллектив талантливых людей, стимулируя их творческую активность и развивая профессиональный потенциал.
Награждён орденами «Знак Почёта», Отечественной войны II степени, медалями. Отмечен дипломом лауреата «За творческие успехи на первом Всесоюзном фестивале самодеятельного художественного творчества трудящихся».

## Взаимодействие с властью
В Советском Союзе к массовому зрителю допускались только те произведения культуры и искусства, которые прошли сквозь многократные фильтры различного рода худсоветов и подразделений советских и партийных органов власти, ответственных за культуру,.
В то время управлением хозяйственными делами на уровне области или края занимались Облисполкомы — исполнительно-распорядительные местные органы государственной власти, а органами регионального управления структур КПСС являлись Областные комитеты КПСС (обкомы), которые осуществляли фактическое руководство регионом (областью или краем). При этом в обоих органах власти, партийном и советском, существовали подразделения, ведающими вопросами культуры. В Исполкомах — Областные Управления культуры, а в Обкомах — Отделы агитации и пропаганды.
Любой концерт, спектакль, выставка, любое выступление приезжего артиста в области необходимо было согласовывать с Областным управлением культуры Облисполкома, и в особо важных случаях — в отделе агитации и пропаганды Обкома КПСС. А сценарии концертов, приуроченных к советским праздникам (годовщина Октябрьской революции, Первомай, Восьмое марта, День Советской милиции, День Победы), особенно если речь шла о круглой дате (например, 30-летие Победы в Великой Отечественной войне), подробно обсуждались на совещаниях в Обкоме КПСС, на которых председательствовал непосредственно Первый Секретарь Обкома, первое лицо в области.
Е. П. Иванов в течение всего периода своей работы в Ивановской филармонии с 1953 г. по 1987 г. являлся бессменным сценаристом и режиссёром-постановщиком таких концертов. И всякий раз ему приходилось отстаивать свои сценарии на совещаниях в Обкоме партии перед партийными и советскими функционерами, людьми, обладающими порой не очень широким кругозором и довольно упрощенными культурными запросами.
Взаимоотношения Е. П. Иванова с властными структурами не всегда были гладкими. Евгений Павлович нередко сетовал на то, что партийные функционеры не могли понять, зачем приглашать в Иваново симфонический оркестр, камерный ансамбль или оперных певцов, когда можно ограничиться приглашением очередного популярного на данный момент ВИА. Тем не менее такт, терпение, деликатность, высочайший профессионализм в сочетании с весьма тонким чувством юмора позволяли Евгению Павловичу выдерживать свою линию вопросов репертуара концертов.
Кстати, отношения с капризными звездами эстрады, которых все равно приходилось приглашать, также требовали огромного терпения и дипломатического таланта.
В советское время организатору культуры ранга директора или худрука областной филармонии «полагалось» быть членом КПСС. Это являлось как бы залогом того, что все культурно-музыкальные мероприятия области будут «идеологически выдержанными». С другой стороны это открывало и карьерные возможности для самого руководителя. А в случае чего- как говорится, «партбилет на стол» и — конец карьере. Предложения вступить в партию неоднократно поступали от партийных начальников. Но Е. П. Иванов всегда мягко отшучивался, обещая «подумать над этим», и в итоге каким-то непостижимым образом проработал в руководстве Ивановской филармонии 34 года, так и не являясь членом КПСС.

## Публикации
Е. П. Иванов — автор книги «Т. Н. Хренников. Опера «В бурю», а также книги воспоминаний . Его статьи о музыке печатались в газетах «Комсомольская правда», «Рабочий край», «Ленинец», «Советский музыкант». Но, пожалуй, главной книгой Е. П. Иванова стала «Хроника концертной жизни города Иваново (1871 – 1986 гг.)» в двух томах , над которой он работал на протяжении многих лет. «Хроника» представляет по сути настоящую энциклопедию музыкальной жизни его родного города за более чем вековую историю. 

## Значение деятельности
Благодаря необычайной работоспособности, мощному организаторскому таланту и тонкому эстетическому чутью Евгений Павлович сумел сделать культурную жизнь Ивановской области разнообразной и насыщенной, практически приблизив её по своему уровню и разнообразию к культурной жизни обеих столиц.
По инициативе Е. П. Иванова в Иванове были организованы и с 1977 года проводились ежегодные фестивали искусств «Красная гвоздика», на которые в Иваново приезжали самые известные в стране художественные коллективы и артисты. При этом особенностью концертной деятельности тех лет были выступления деятелей искусств перед трудовыми коллективами прямо на фабриках и заводах.
Также благодаря ему в Иванове в течение 10 лет существовал абонемент концертов симфонических оркестров Московской консерватории; в Иваново с концертами приезжали выдающиеся музыканты: С. Рихтер, Э. Гилельс, П. Коган, М. Ростропович, Д. Шафран, Т. Хренников; певицы И. Архипова, К. Шульженко, Л. Русланова, и др.
Е. П. Иванов создал детскую филармонию. Был бессменным режиссёром-постановщиком массовых праздников в Иванове.
Таким образом Е. П. Иванов внес огромный вклад в становление культурных традиций «текстильного края», как тогда называли город Иваново, в формирование развитого эстетического вкуса у жителей Иванова.